# Plage de Bica
Pour les articles homonymes, voir Bica.
 (janvier 2022).
La plage de Bica est une plage située dans le quartier Jardim Guanabara, sur l'île du Gouverneur, dans la zone nord de la ville de Rio de Janeiro, au Brésil. Bica est l'un des lieux de vie nocturne les plus fréquentés de Cocotá. Le long de la plage, il y a une belle vue sur la ville et les kiosques et restaurants, et le soir, de nombreux jeunes se rassemblent pour boire et devenir un point de rencontre fréquenté par les habitants. La chapelle impériale Nossa Senhora da Conceição est le point historique du quartier, datant du XIIe siècle. Elle est très chère aux locaux, étant affectueusement appelée « l'église ».

## Étymologie
Son nom dérive d'une fontaine coloniale installée sur une petite élévation.

## Projet de dépollution
Il existe un projet de nettoyage de la plage en partenariat avec la municipalité de Rio et le gouvernement de l'État de Rio de Janeiro, budgétisé à 26 millions de réals, qui contribuera à améliorer les conditions de l'eau de cette plage.